# Condemned
Condemned is de zesde aflevering van de televisieserie Daredevil. De aflevering werd geregisseerd door Guy Ferland en geschreven door Joe Pokaski en Marco Ramirez.

## Verhaal
De politie houdt Daredevil onder schot. Wanneer hij vervolgens ontdekt dat ze van plan zijn om Vladimir te vermoorden, grijpt hij in. Hij schakelt de agenten uit en redt het leven van Vladimir, die tijdens het gevecht geraakt wordt door een kogel.
Op de redactie van The New York Bulletin stroomt het nieuws binnen dat er verschillende explosies waren in Hell's Kitchen. Wanneer Ben Urich de locaties van de ontploffingen verneemt, beseft hij meteen dat het om schuilplaatsen van de Russische maffia gaat.
Daredevil draagt de gewonde Vladimir naar een verlaten gebouw, waar hij naar Claire belt. Hij vraagt haar om instructies die het leven van Vladimir kunnen redden. Na lang aarzelen, legt Claire uit hoe hij de wonde kan dichtschroeien met een vuurpijl. Niet veel later wordt hij ontdekt door een ijverige agent. Daredevil dwingt hem om via zijn walkietalkie te zeggen dat hij niets gevonden heeft, maar de agent gehoorzaamt niet en verklapt de locatie van Daredevil en Vladimir. Verschillende agenten, waaronder rechercheurs Blake en Hoffman, omsingelen het gebouw. Ook Urich duikt op aan het gebouw.
In het gebouw legt Vladimir uit hoe hij door Fisk gerekruteerd werd om deel uit te maken van zijn misdaadimperium. Fisk bood onder meer corrupte politieagenten, politieke steun en toegang tot de Chinese heroïnemarkt aan. Daredevil luistert aandachtig, maar wordt dan verrast door de Rus. De twee vechten en zakken door de vloer tot in de kelder van het gebouw.
Nadien wordt Daredevil via de walkietalkie van de ijverige agent gecontacteerd door Fisk. Na hun gesprek geeft Fisk aan een sluipschutter het signaal om enkele agenten dood te schieten en de schuld in de schoenen van Daredevil te schuiven. De gemaskerde held is radeloos en werpt zijn walkietalkie stuk. Ook rechercheur Blake wordt door de sluipschutter getroffen.
Dan merkt hij in de kelder van het gebouw een luik op. Samen met Vladimir probeert hij via de ondergrondse tunnels te vluchten. Een interventieteam dat voor Fisk werkt zit hen echter op de hielen. Vladimir is ernstig gewond en kan niet meer verder. Terwijl hij Daredevil laat ontsnappen, wacht hij het interventieteam op met een machinegeweer.

## Cast
- Charlie Cox – Matt Murdock / Daredevil
- Deborah Ann Woll – Karen Page
- Elden Henson – Foggy Nelson
- Vincent D'Onofrio – Wilson Fisk
- Rosario Dawson – Claire Temple
- Nikolai Nikolaeff – Vladimir Ranskahov
- Toby Leonard Moore – James Wesley
- Vondie Curtis-Hall – Ben Urich
- Chris Tardio – Detective Blake
- Daryl Edwards – Detective Hoffman
- Matthew Blumm – Officer Sullivan

## Titelverklaring
Condemned (letterlijke vertaling: veroordeeld) verwijst naar het feit dat zowel Daredevil als Vladimir ten dode is opschreven. Daarnaast kan de titel ook verwijzen naar het gebouw waarin ze zich schuilhouden. Een "condemned building" is immers een gebouw dat zo onveilig is dat er niet in gewoond of gewerkt kan worden. Dat hun schuilplaats "condemned" is, ondervinden Daredevil en Vladimir wanneer ze tijdens hun gevecht door de vloer zakken.

## Verwijzingen naar andere Marvel-verhalen
- De sluipschutter die enkele agenten doodschiet heeft in zijn wapenkoffer een speelkaart zitten. Dit is een duidelijke verwijzing naar het personage Bullseye, een huurmoordenaar die elk object kan omvormen tot een dodelijk wapen. Speelkaarten zijn het handelsmerk van de dodelijk efficiënte schurk.